# دویدن با شیطان
دویدن با شیطان (به انگلیسی: Running with the Devil) یک فیلم سینمایی آمریکایی در ژانر هیجان انگیز و اکشن محصول سال ۲۰۱۹ میلادی است که به نویسندگی و کارگردانی جیسون کابل می‌باشد. این فیلم اولین کارگردانی کابل است.
این اثر سینمایی در تاریخ ۲۰ سپتامبر ۲۰۱۹ در ایالات متحده منتشر شد.

## موضوع
داستان این فیلم از آنجایی شروع می‌شود که در یک عملیات مقدار زیادی از محموله ی مورد نظر ربوده می‌شود و واردکننده‌ها نیز همگی کشته می‌شوند. در این میان مدیرعامل یک کمپانی دو نفر از افراد حرفه ای خود را برای تحقیق درباره ی این اتفاق و محل نگهداری محموله می‌فرستند . اما در این میان اتفاقات زیادی رخ می‌دهد و…

## داستان
وقتی یک محمولهٔ کوکائین با مشکل روبه‌رو می‌شود و موجب ناامیدی طراحان اصلی این تجارت می‌گردد، زنجیره‌ای از رویدادها آغاز می‌شود تا منشأ این مشکل شناسایی شود. «آشپز» و «مرد» مأمور می‌شوند تا مسیر زنجیرهٔ تأمین را دنبال کرده و نقطهٔ شکست را پیدا کنند.
آن‌ها در مسیر پیگیری حرکت مواد مخدر، از مزارع به مراکز فرآوری و سپس از مرزها عبور کرده تا به توزیع‌کنندگان برسند، با موانع متعددی روبه‌رو می‌شوند. «آشپز» که به دقت و نظم معروف است، یک مأمور رده‌بالا است و «مرد» که یک قاچاقچی کهنه‌کار است، با تاکتیک‌های خیابانی خود وارد عمل می‌شود. در این راه، آن‌ها با شخصیت‌های مختلفی از دنیای تجارت مواد مخدر روبه‌رو می‌شوند – از کشاورزان و دلالان گرفته تا فروشندگان و عوامل اجرای نظم در این تجارت سیاه.
هرچه به حقیقت نزدیک‌تر می‌شوند، بیشتر در جهانی از طمع، خیانت و خطرات مرگبار غوطه‌ور می‌شوند. شبکهٔ پیچیده و هزارلایهٔ قاچاق مواد مخدر آن‌ها را با واقعیت‌های تلخ این دنیای زیرزمینی روبه‌رو می‌سازد؛ جایی که وفاداری نایاب و جان انسان بی‌ارزش است.
در همین حال، ادارهٔ مبارزه با مواد مخدر (DEA) به رهبری «رئیس عملیات» و دستیار کارکشته‌اش با لقب «تک‌تیرانداز» در حال انجام عملیاتی برای فروپاشی این کارتل مواد مخدر هستند. همین موضوع آن‌ها را در مسیر برخورد مستقیم با «آشپز» و «مرد» قرار می‌دهد و زمینه را برای رویارویی‌ای پرتنش و احتمالاً انفجاری فراهم می‌سازد.
با تنگ‌تر شدن حلقهٔ محاصره بر اطراف مهره‌های مختلف درگیر در این شبکه، داستانی از بقا شکل می‌گیرد؛ جایی که افراد گرفتار در میان آتش نبرد، تلاش می‌کنند منافع خود را حفظ کنند. در دنیایی که مرز میان خوب و بد اغلب مبهم است، رقابتی نفس‌گیر آغاز می‌شود؛ رقابتی برای نجات آنچه باقی مانده، پیش از آن‌که نبرد نهایی فرا برسد.

## بازیگران
- نیکلاس کیج [۱]
- لارنس فیشبرن
- لسلی بیب
- بری پپر
- آدام گلدبرگ
- کلیفتن کالینز جونیور
- کول هاسر
- پیتر فاسینلی

## تولید
شروع فیلمبرداری در ۱۳ مارس ۲۰۱۸ در البوکرکی، نیومکزیکو  پس از آن گروه در تاریخ ۲ آوریل به بوگوتا، کلمبیا نقل مکان کردند در تاریخ ۱۸ آوریل فیلمبرداری تمام شد.